# Palù di Giovo

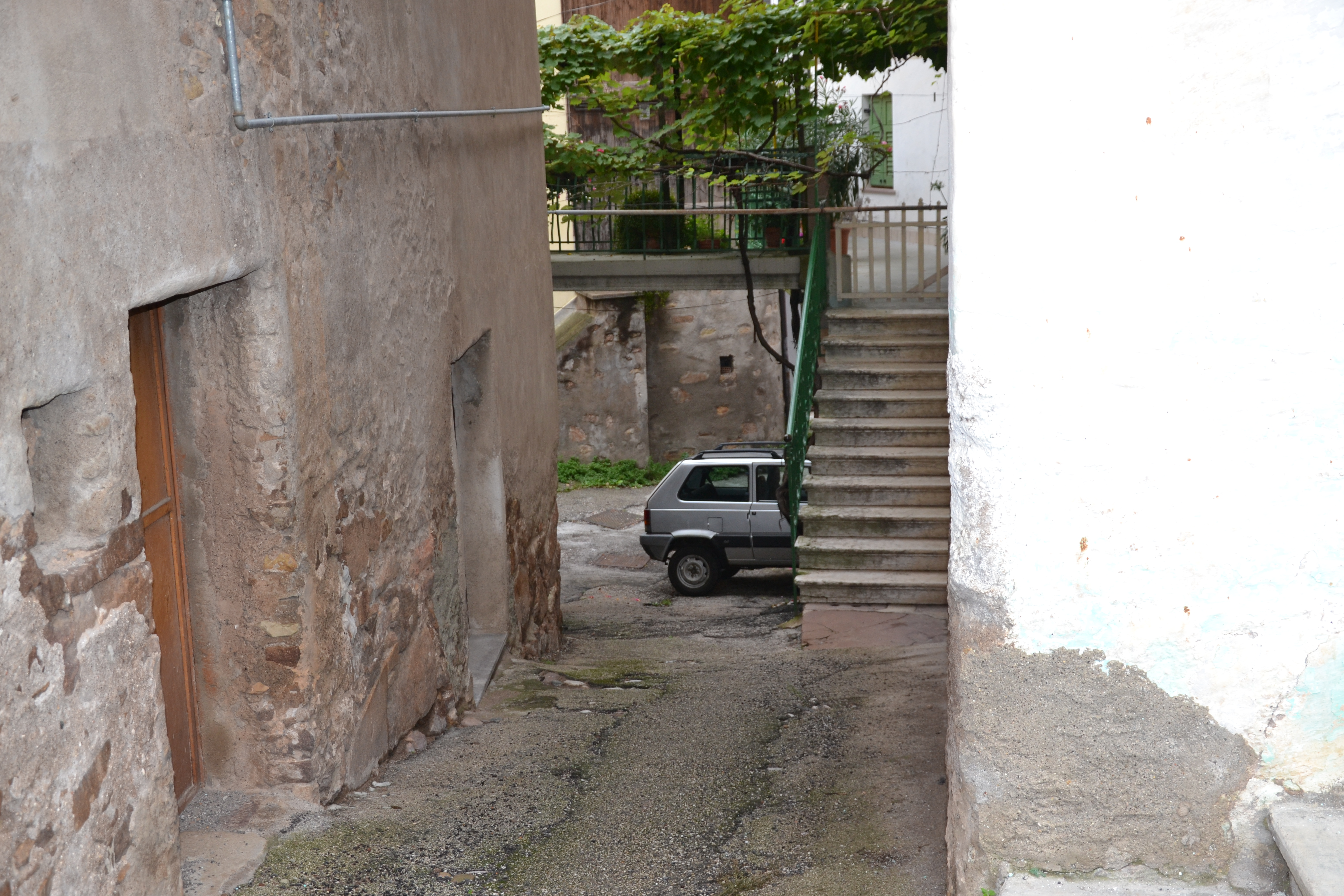
Il centro storico del paese.

Palù di Giovo, o semplicemente Palù, è una frazione situata ad ovest rispetto a Verla, sede municipale del comune sparso di Giovo.

## Geografia fisica

### Territorio

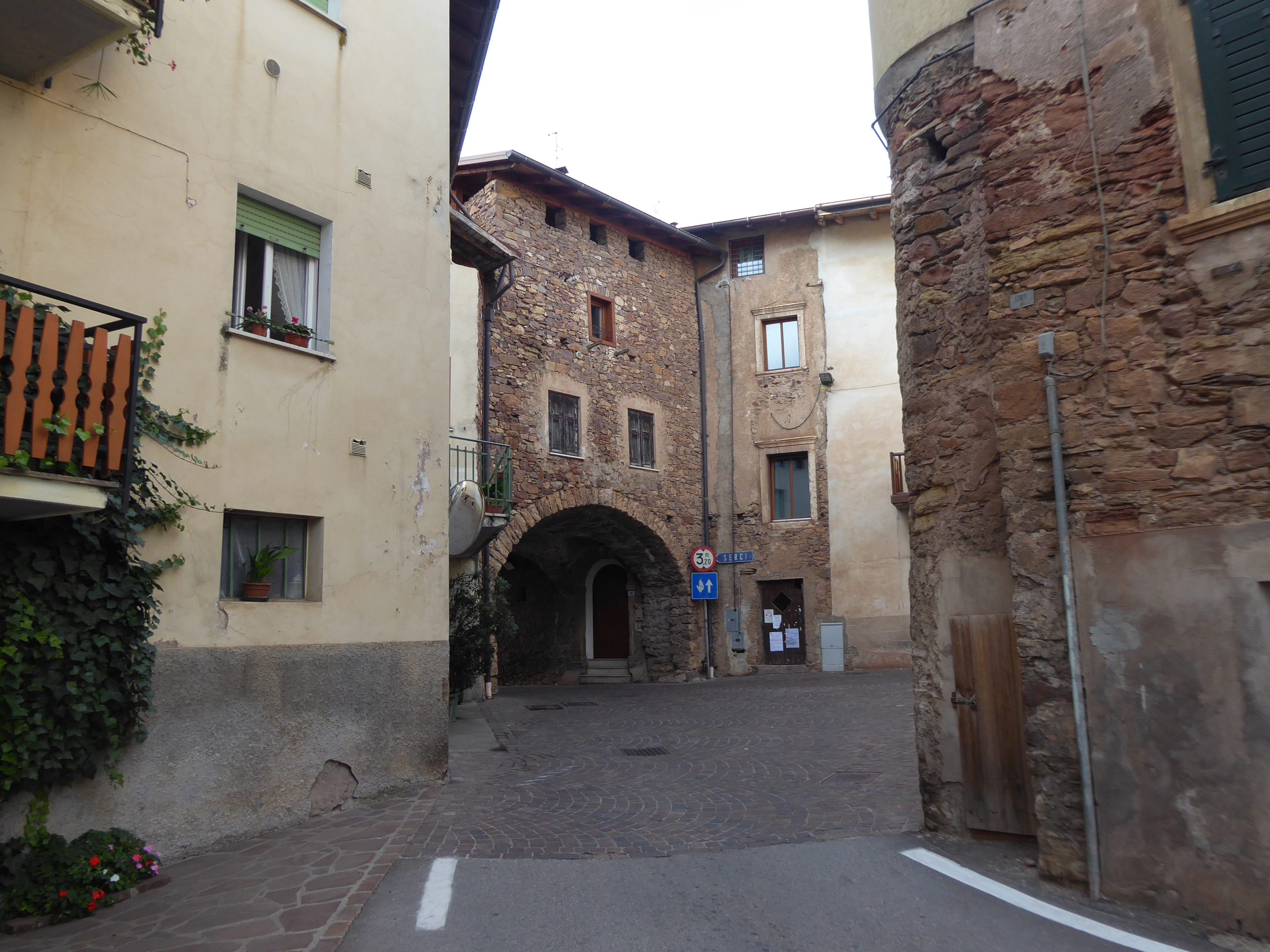
Scorcio dell'abitato di Palù di Giovo.

Il territorio di Palù di Giovo (550 metri sul livello del mare) è situato in una vallata sul fianco del monte Corona formatasi da depositi morenici. A meridione, verso est e verso ovest, si trovano le alture del Cort e del Narödol. Il piccolo centro dista circa 0,84 km da Giovo.

## Origini del nome
Il nome prende origine dalla natura paludosa del territorio che anticamente caratterizzava l'area. Nel dialetto locale "palù" indica una palude.

## Storia
Le prime fonti storiche riferite a Palù risalgono al 1174, luogo indicato quale "in Palude" in un documento dei conti di Appiano a favore della Collegiata agostiniana di San Michele all'Adige. Tuttavia, poiché le aree vicine come ad esempio Valternigo ebbero insediamenti preistorici, si pensa che per questa frazione le origini siano più antiche.

## Monumenti e luoghi d'interesse

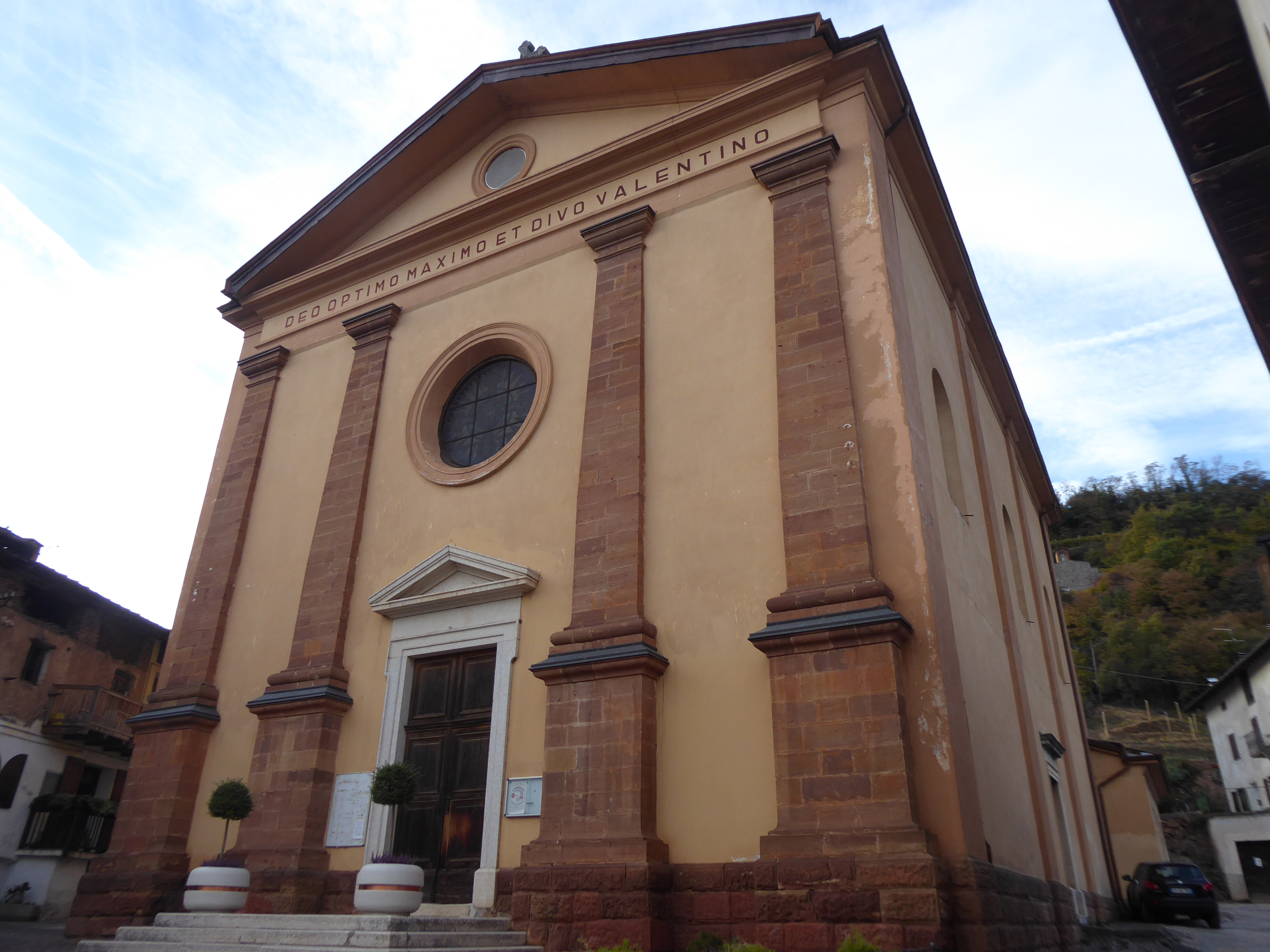
Chiesa di San Valentino.

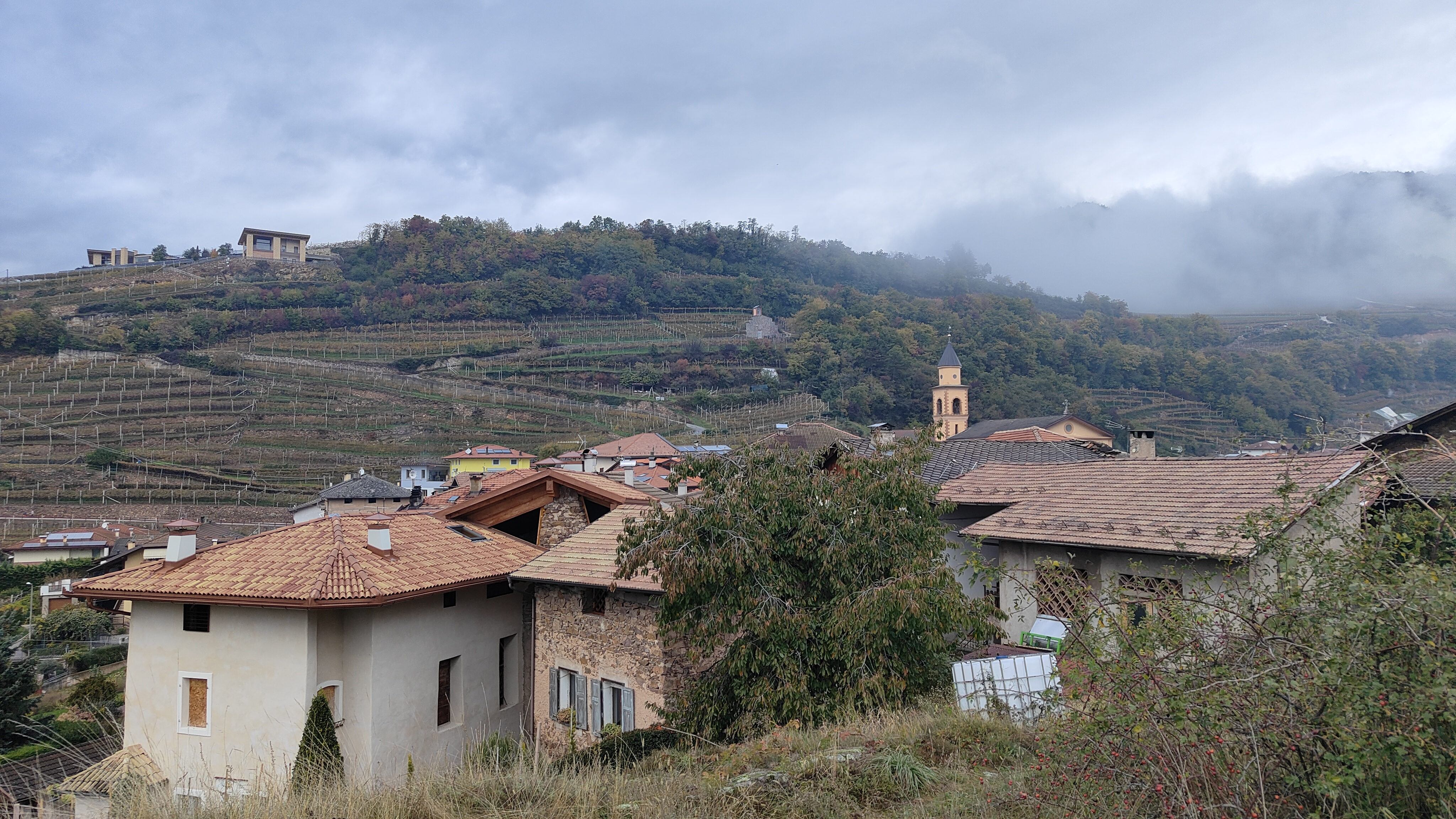
Veduta di Palù dal Dos Dei Crozi.

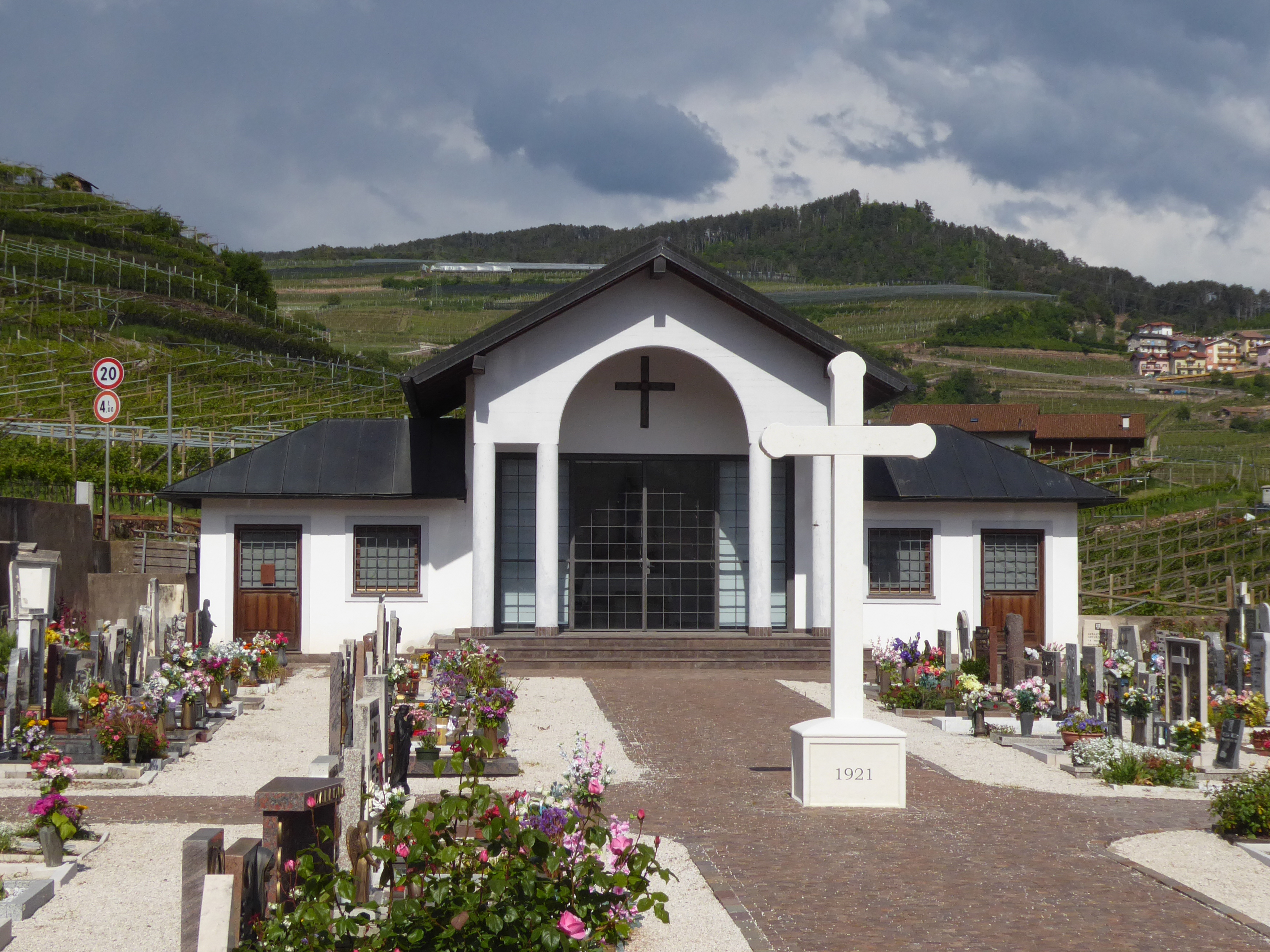
Cappella di Maria Regina.

### Architetture religiose
- Chiesa di San Valentino
- Cappella di Maria Regina

### Pèro Zèo
Damaggio, detto Pèro Zèo, nato a Giovo nel luglio 1852 e morto a Bolzano il 10 febbraio 1908, è stato un scalpellino, scultore naif.
Le sue opere e la sua scultura in pietra bianca, che era la colonna della fontana di Palù, che presenta quattro facce umane.
La fontana e la scultura è ricordata  dal poeta Vittorio Felini nella poesia dialettale “Da Trent Ala Nave e da la Nave a Masen”.
Ecco un pezzo della poesia:
"Per strade de campagna, boschi e pradi
e dopo seguitando en pòch pu ‘n su,
ne sen trovadi giusti a Palù.
O vist ‘na fontanela – de passaggio –
con sora la colonna ‘na scultura
de teste che ne fa vegnir paura,
Scolpide da ‘n scultor ciamà Damagio.

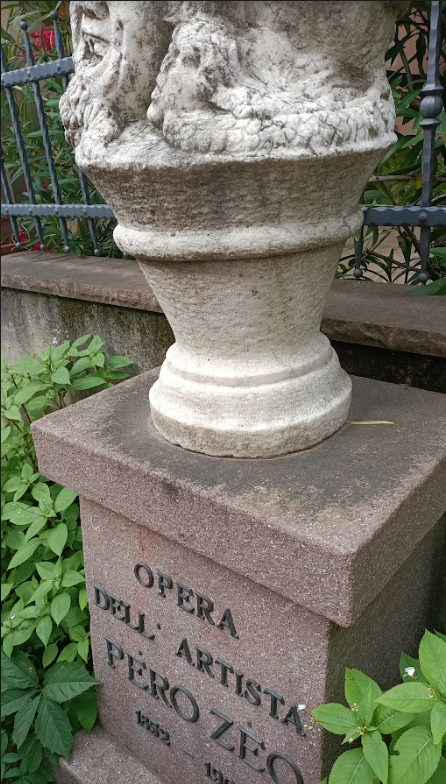
Monumento di Pèro Zèo

L’è sta come i me spiega qualchedun
‘na satira per quei de quel comun.”

### Salita dei Campionissimi
La salita è un percorso stradale di circa 7 km che da San Michele all'Adige arriva a Maso Roncador, nel comune di Giovo. Il nome le viene dal ciclista e dirigente sportivo Enzo Moser, dai suoi più famosi fratelli Aldo e Francesco, dal nipote Diego e da Gilberto Simoni, tutti nati in questa frazione o nel comune.

## Infrastrutture e trasporti
La frazione è servita dagli autobus di linea di Trentino Trasporti sulle due fermate: Una situata in piazza Alpini e l'altra situata al Palazzetto dello Sport

## Economia
La natura del terreno si presta all'agricoltura di montagna e in particolare vi sono parti del territorio, quelle a maggiore altitudine, coltivate a vite, mentre altre, che in passato erano sfruttate per le colture di grano e patate, sono diventate frutteti per la produzione di mele. L'economia tradizionale si mantiene in vari masi, come ad esempio Sette Fontane, San Valentino Paierla, Toldin e Spiazzol.

## Feste e tradizione locali
Ogni quarta settimana del mese di luglio si tiene la Quarta de Lui, festa organizzata dalla locale sezioni degli alpini.